# Henry Box Brown
Henry Brown, detto Box (Contea di Louisa, 1815 – Toronto, 15 giugno 1897), fu uno schiavo che scappò facendosi spedire in una cassa di legno agli abolizionisti di Filadelfia nel 1849.
Brown fu poi un noto oratore abolizionista nel nord-est degli Stati Uniti. Come figura pubblica e schiavo fuggitivo, Brown si sentì estremamente minacciato dal passaggio del Fugitive Slave Law, che aumentò la pressione per catturare gli schiavi fuggiti. Si trasferì in Inghilterra e vi visse per venticinque anni diventando un illusionista e showman. Brown si sposò e formò una famiglia con una donna inglese, Jane Floyd. Si trattava della seconda moglie di Brown; la sua prima moglie, Nancy, era stata venduta dal loro padrone. Nel 1875 Brown tornò con la sua famiglia inglese negli Stati Uniti, dove continuò a guadagnarsi da vivere come intrattenitore. Effettuò tournée e si esibì come mago, oratore e mesmerista fino ad almeno il 1889. L'ultimo decennio della sua vita (1886-97) lo trascorse a Toronto, dove infine morì nel 1897.

## Biografia

### Infanzia e schiavitù
Henry Brown è nato in schiavitù nel 1815 in una piantagione chiamata Hermitage nella contea di Louisa. Henry ricordava molto affettuosamente i suoi genitori e ha affermato che è stata sua madre a trasmettere in lui i valori cristiani. Si ritiene che avesse almeno due fratelli, tra cui un fratello e una sorella menzionati nella sua autobiografia. All'età di 15 anni è stato mandato a lavorare in una fabbrica di tabacco a Richmond. Nella sua autobiografia, Narrative of the Life of Henry Box Brown, Written by Himself, descrive il suo proprietario.

### Fuga

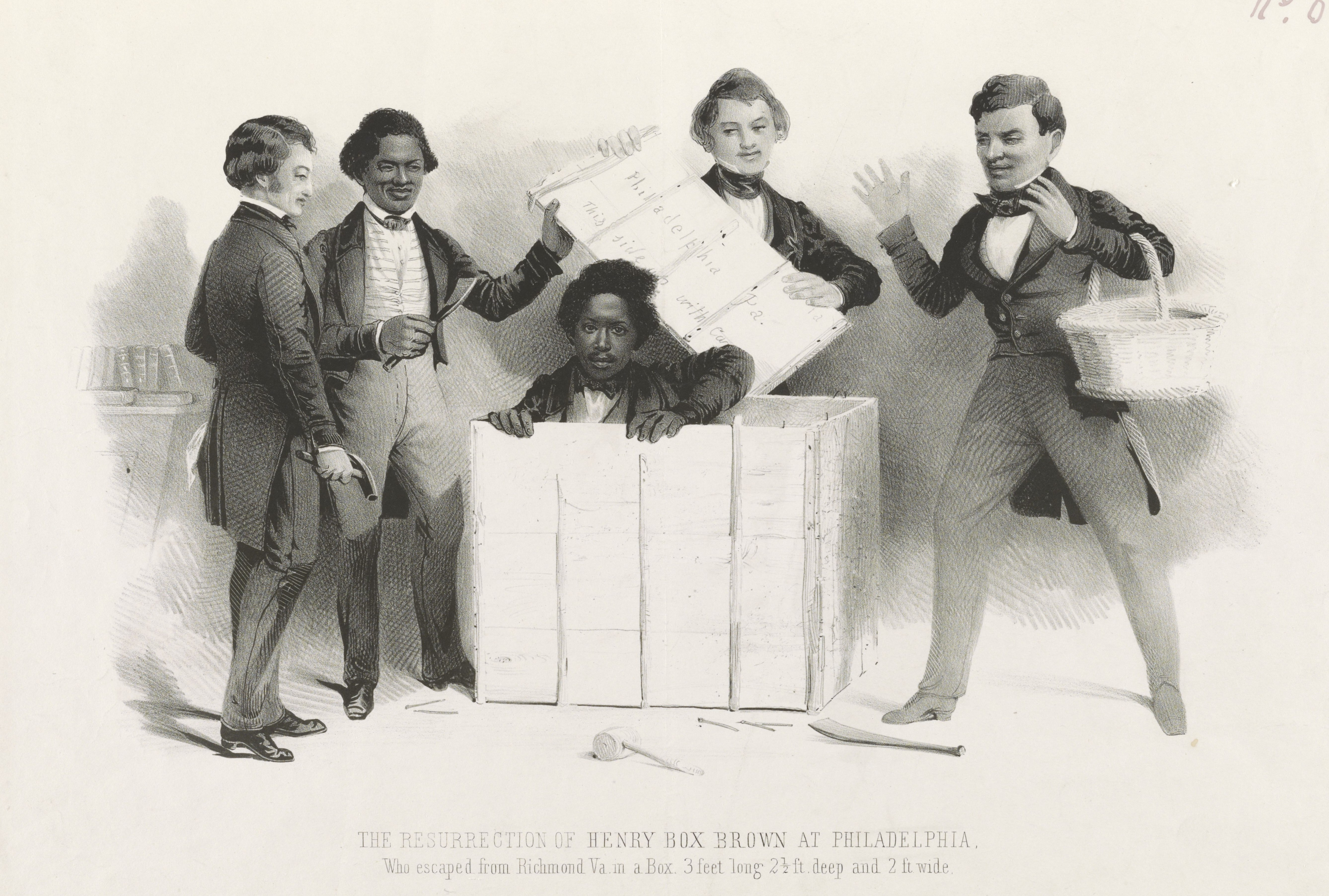
The Resurrection of Henry Box Brown at Philadelphia, una litografia di Samuel Rowse pubblicata nel 1850

Brown era sposato con un'altra schiava di nome Nancy ma il loro matrimonio non era riconosciuto legalmente. Avevano tre figli nati in schiavitù secondo il principio partus sequitur ventrem. Brown è stato noleggiato dal suo padrone ad una fabbrica di tabacco a Richmond in Virginia e ha affittato una casa dove lui e sua moglie vivevano con i loro figli. Brown aveva anche pagato il padrone della moglie per non vendere la sua famiglia, ma l'uomo ha tradito Brown, vendendo Nancy incinta e i loro tre figli ad un altro proprietario di schiavi.
Con l'aiuto di James C. A. Smith, un uomo nero libero, e un simpatizzante calzolaio bianco di nome Samuel A. Smith (nessuna parentela), Brown ideò un piano per farsi spedire dalla Adams Express Company, nota per la sua riservatezza ed efficienza, in una cassa in uno stato libero. Brown pagò 86 dollari (dai suoi risparmi di 166 dollari) a Samuel Smith. Smith andò a Filadelfia per consultare i membri della Pennsylvania Anti-Slavery Society su come realizzare la fuga, incontrando il pastore James Miller McKim, William Still e Cyrus Burleigh. Ha corrisposto con loro per capire i dettagli dopo il ritorno a Richmond. Gli consigliarono di spedire la cassa all'ufficio del commerciante Quaker Passmore Williamson.
Per non lavorare il giorno della sua fuga, Brown si è bruciato la mano fino all'osso con l'acido solforico. La cassa in cui Brown è stato spedito era lunga un metro, profonda 80 centimetri e larga 60 centimetri e mostrava la scritta "cibi secchi". Era ricoperto di un panno di lana grezza e trasportava con sé solo una piccola porzione di acqua e qualche biscotto. C'era un unico foro per l'aria e venne fissato e legato con cinghie. Brown più tardi scrisse che il suo incerto metodo di viaggio valeva il rischio: "Se non sei mai stato privato della tua libertà, come lo sono stato io, non puoi realizzare il potere di quella speranza di libertà, che era per me un'ancora per l'anima sicura e salda".
Durante il viaggio, iniziato il 29 marzo 1849, la cassa di Brown fu trasportata su carro, ferrovia, battello a vapore, di nuovo carro, ferrovia, traghetto, ferrovia e infine consegnata in 27 ore. Nonostante le istruzioni di "maneggiare con cura" e "questo lato in su", più volte i corrieri hanno posto la scatola a testa in giù o l'hanno maneggiata maldestramente. Brown è rimasto fermo ed ha evitato di farsi scoprire.

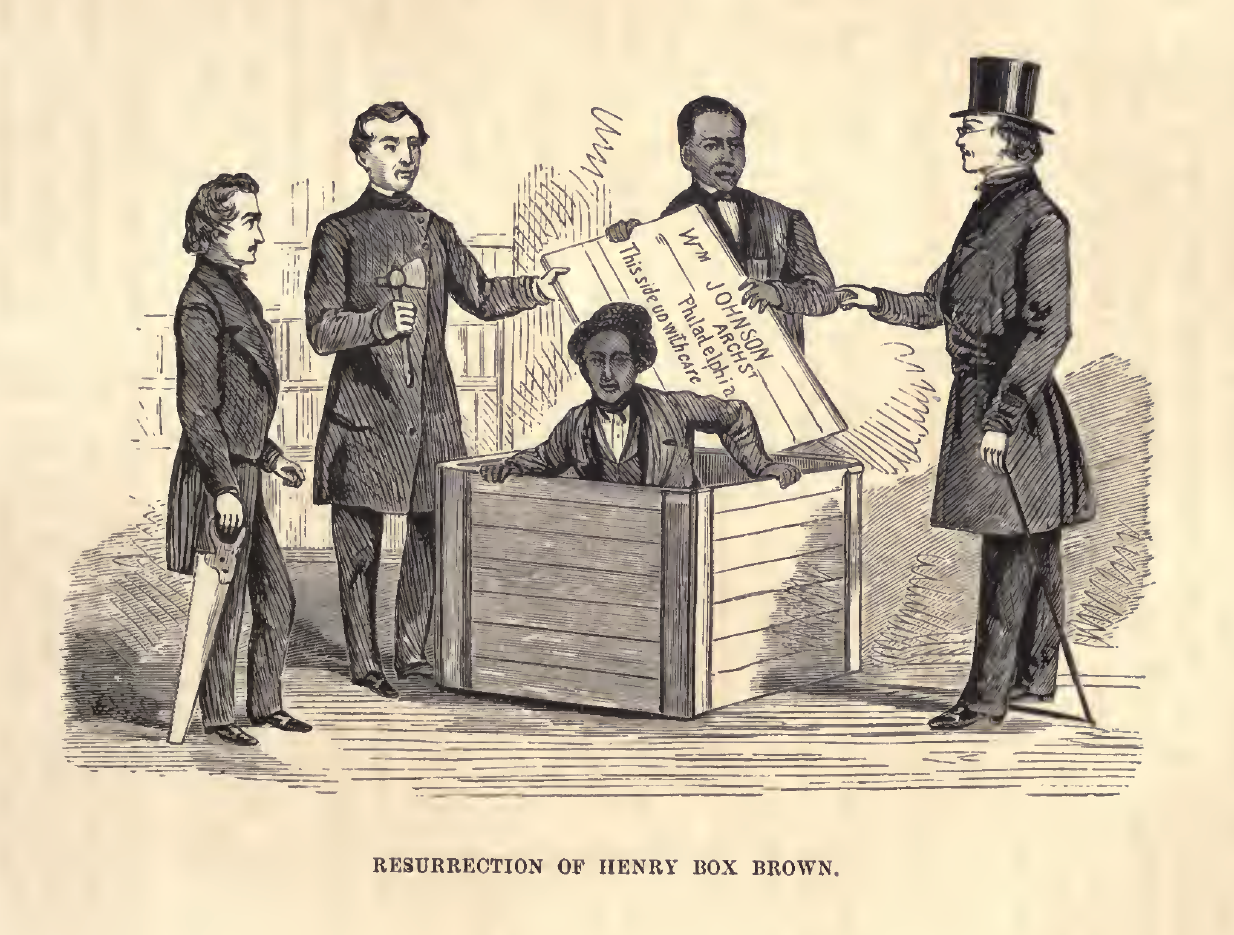
Un'altra Resurrection of Henry Box Brown pubblicata con un resoconto della storia nel libro The Underground Railroad di William Still del 1872.

La scatola è stata ricevuta da Williamson, McKim, William Still e altri membri del Comitato di Vigilanza di Philadelphia il 30 marzo 1849, a testimonianza dei miglioramenti nei servizi di corriere espresso. Quando Brown venne liberato, uno degli uomini ricordò le sue prime parole: "Come va, signori?". Ha cantato un salmo della Bibbia che aveva scelto in precedenza per celebrare il suo rilascio in libertà.
Oltre a sottolineare la creatività di Brown, come notato da Hollis Robbins, "il ruolo del servizio espresso governativo e privato è centrale nella storia e il resoconto contemporaneo suggerisce che il pubblico di Brown ha celebrato la sua consegna come un moderno miracolo postale". Il servizio postale governativo aveva aumentato drammaticamente la comunicazione e, nonostante gli sforzi del sud per controllare la letteratura abolizionista, gli opuscoli, le lettere e altro materiale inviato per posta raggiunsero il sud.
La fuga di Brown ha evidenziato la capacità del sistema postale che utilizzava una varietà di mezzi di trasporto per collegare la costa orientale. La Adams Express Company, un servizio postale privato fondato nel 1840, pubblicizzò la sua riservatezza ed efficienza. Fu favorita dalle organizzazioni abolizioniste e "promise di non guardare mai dentro le scatole che trasportava".

### Vita in libertà
Brown divenne un celebre portavoce della Anti-Slavery Society e conobbe Frederick Douglass. Fu soprannominato "Box" ad una convention di Boston contro la schiavitù nel maggio 1849 e successivamente usò il nome Henry Box Brown. Pubblicò due versioni della sua autobiografia, Narrative of the Life of Henry Box Brown, la prima, scritta con l'aiuto di Charles Stearns e conforme alle aspettative del genere narrativo degli schiavi, fu pubblicata a Boston nel 1849. Il secondo fu pubblicato a Manchester, in Inghilterra, nel 1851, dopo che si trasferì lì. Nel corso delle conferenze nel nordest degli Stati Uniti, Brown sviluppò con il suo socio James C. A. Smith un panorama in movimento. Si separarono nel 1851.
Douglass desiderava che Brown non rivelasse i dettagli della sua fuga, in modo che gli altri potessero servirsene. Quando Samuel Smith tentò di liberare altri schiavi a Richmond nel 1849, vennero arrestati. Nell'anno della sua fuga, Brown fu contattato dal nuovo proprietario della moglie che gli offrì di vendere la sua famiglia, ma il neo uomo libero rifiutò. Questo è stato un imbarazzo all'interno della comunità abolizionista che ha cercato di mantenere riservate le informazioni.
Brown è noto per essersi espresso contro la schiavitù e per aver manifestato i suoi pensieri sullo stato americano. Nella sua Narrative, propone una soluzione per la schiavitù, suggerendo che gli schiavi dovrebbero ricevere il diritto di voto, un nuovo presidente dovrebbe essere eletto e il Nord dovrebbe esprimersi contro il "bambino viziato" del Sud.
Dopo l'approvazione del Fugitive Slave Law del 1850, che imponeva la collaborazione delle forze dell'ordine per catturare gli schiavi rifugiati anche negli stati liberi, Brown si trasferì in Inghilterra per motivi di sicurezza, essendo diventato una figura pubblica nota. Ha girato la Gran Bretagna con il suo panorama in movimento antischiavitù per i dieci anni successivi, esibendosi diverse centinaia di volte all'anno. Per guadagnarsi da vivere Brown entrò anche nel circuito degli spettacoli britannici per 25 anni, fino al 1875, quando lasciò il circuito abolizionista in seguito all'inizio della guerra di secessione americana. Negli anni Sessanta del XIX secolo, inizia a esibirsi come illusionista con spettacoli di mesmerismo con i nomi di Prof. H. Box Brown e African Prince.
Mentre era in Inghilterra, Brown sposò Jane Floyd, una ragazza bianca della Cornovaglia, nel 1855 e iniziò una nuova famiglia. Nel 1875 ritornò con la sua famiglia negli Stati Uniti come un gruppo di maghi. Un successivo documento illustrava i Brown Family Jubilee Singers.

### Morte
Henry Box Brown morì a Toronto il 15 giugno 1897. I registri fiscali e altri documenti indicano che ha continuato ad esibirsi fino ai primi anni del 1890 ma non sono stati trovati dei resoconti. L'ultima esibizione conosciuta di Brown è un articolo di un giornale che racconta di uno spettacolo con la figlia Annie e la moglie Jane a Brantford in Ontario, datato 26 febbraio 1889.